# Taste of Chicago
The Taste of Chicago, conocido localmente como The Taste, es el festival gastronómico más grande del mundo, que se celebra durante cinco días en julio en Chicago, Illinois, en Grant Park. El evento es también el festival más grande de la ciudad estadounidense, e incluye además otros eventos como música en vivo en múltiples escenarios, incluido el Petrillo Music Shell. Los actos musicales varían desde artistas conocidos a nivel nacional como Carlos Santana, Moby, Kenny Rogers o Robert Plant, por nombrar solo algunos, hasta artistas locales. Desde 2008, el Festival de Música Country de Chicago se llevó a cabo simultáneamente con el Taste of Chicago, pero ahora tiene su propio festival de dos días, que generalmente se lleva a cabo en el otoño. El Taste of Chicago también tiene atracciones presentes que pueden incluir una noria y el Jump to Be Fit, entre otros.

## Historia

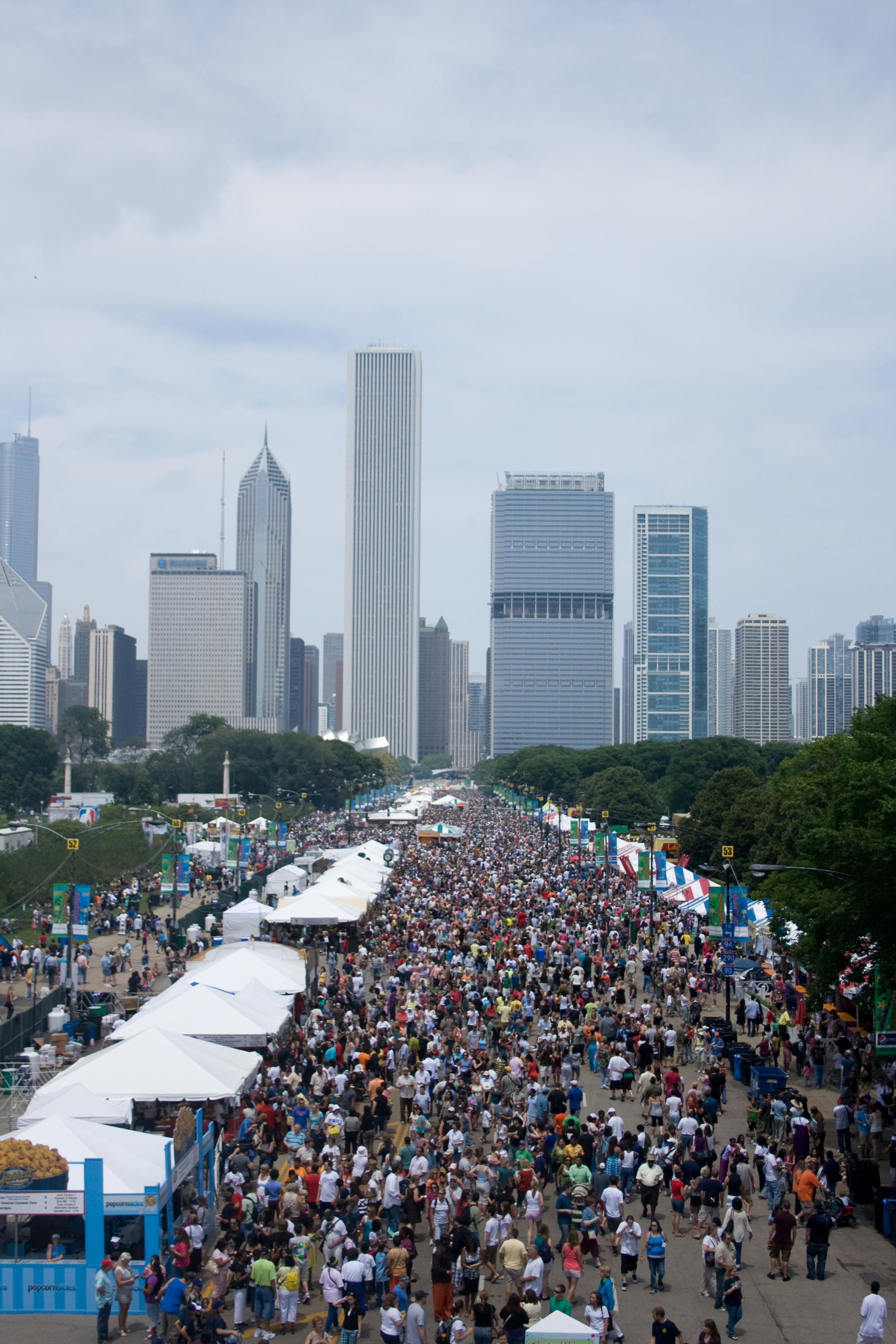
Vista del Taste of Chicago a lo largo de Columbus Drive, Grant Park

Arnie Morton, el creador del evento, decidió alinear a los restaurantes de Chicago para participar y persuadió a la entonces alcaldesa de Chicago, Jane Byrne, y a la comisionada de Asuntos Culturales, Lois Weisberg, para que bloqueasen la famosa avenida Míchigan para el primer Taste of Chicago el 4 de julio de 1980. De las 100.000 personas que esperaban los organizadores, se presentaron más de 250.000, y las ventas de alimentos y refrescos recaudaron $ 300.000 en sus inicios. Al año siguiente, Taste of Chicago se trasladó a Grant Park y creció en tamaño y alcance, convirtiéndose en un evento de 10 días con más vendedores de comida e intérpretes musicales; también se convirtió en el festival gastronómico más grande del mundo.
El ChicagoFest, iniciado por el alcalde Michael Bilandic, fue el precursor del Taste of Chicago. Después del mandato de Bilandic en el cargo, la recién elegida alcaldesa Jane Byrne intentó poner fin al festival, así como a muchos otros programas asociados con el exalcalde. Muchos habitantes de Chicago desaprobaron el intento de la alcaldesa Byrne de detener las festividades (aunque la asistencia al ChicagoFest había comenzado a disminuir). Ella y su sucesor, el alcalde Harold Washington, dedicaron más tiempo y energía a promover el Taste, eliminando gradualmente el ChicagoFest en el proceso. El alcalde Washington finalmente puso fin al ChicagoFest cuando en 1983 se trasladó del Navy Pier al Soldier Field y la asistencia siguió disminuyendo. La popularidad del Taste of Chicago ha llevado a otras ciudades a generar numerosas ramificaciones y equivalentes en todo Estados Unidos, como Taste of Champaign, CityFest en Detroit, Taste of the Danforth en Toronto, Taste of Kalamazoo, Taste of Addison, Taste of Denver, Taste in Dallas, Taste of Madison, Taste of Austin, Taste of Peoria y Bite in Portland, por nombrar algunos. El primer festival "Taste of", sin embargo, fue Taste of Cincinnati en 1979.
En 2005, Taste atrajo a alrededor de 3,9 millones de personas con más de 70 vendedores de comida. Los alimentos en el evento incluyen pizza estilo chicagüense, hot dogs estilo chicagüense, costilla a la parrilla, Italian beef, salchicha polaca de Maxwell Street, tarta Eli y una variedad de comidas étnicas y regionales. Un total de 3,6 millones de personas visitaron el 2006 Taste of Chicago. La asistencia al evento récord anterior de 10 días, en 2004, fue de 3,59 millones, con $ 12,33 millones en ingresos. Estas estadísticas mediocres provocaron varios cambios; El alcalde transfirió el poder sobre el evento del Distrito de Parques de Chicago al Departamento de Asuntos Culturales y Eventos Especiales, y el evento se redujo a 5 días. En 2012, Taste of Chicago se desarrolló del 11 al 15 de julio y contó con 36 restaurantes participantes. En 2013, Taste of Chicago obtuvo ganancias por primera vez en seis años con ventas por un total de $ 272,000. El sábado 12 de julio de 2014, Taste of Chicago cerró debido al mal tiempo; la primera vez que el festival se canceló durante todo el día debido a «lluvias excesivas e inundaciones en los terrenos del festival».
El 12 de julio de 2007, los funcionarios de la ciudad informaron que un brote que comenzó en el puesto de cocina persa de Pars Cove causó que 17 personas se enfermaran de intoxicación por salmonela. De los afectados, tres fueron hospitalizados, incluido un menor. Los funcionarios de la ciudad comenzaron a recibir informes de enfermedad el lunes, pero esperaron para emitir un aviso hasta el miércoles. El aviso advirtió al público sobre los síntomas y las causas detrás de la bacteria que se transmite al consumir alimentos contaminados con heces de animales. Después de una investigación exhaustiva del puesto de cocina persa de Pars Cove, se determinó que el hummus de pepino y el pollo con granada eran la fuente de la enfermedad. El puesto no pasó una inspección de rutina previa por servir platos poco cocidos, pero los funcionarios de la ciudad no presentaron el informe hasta el miércoles. Los inspectores de salud de la ciudad encontraron varias violaciones en el restaurante, incluidas condiciones insalubres, refrigeración inadecuada y excrementos de ratón.
En junio de 2020, el evento fue uno de varios eventos de Chicago oficialmente cancelados debido a la pandemia de COVID-19; fue reemplazado por el programa Taste of Chicago To-Go que incluía un directorio en línea de proveedores, demostraciones y presentaciones de cocina en video, una procesión de camiones de comida y una expansión del programa Community Eats que ofrece comidas gratis a los primeros respondedores.